# Ozarba cryptica
Ozarba cryptica är en fjärilsart som beskrevs av Emilio Berio 1940. Ozarba cryptica ingår i släktet Ozarba och familjen nattflyn. Inga underarter finns listade i Catalogue of Life.